# Puccinia albulensis
Puccinia albulensis är en svampart som beskrevs av Magnus 1890. Puccinia albulensis ingår i släktet Puccinia och familjen Pucciniaceae.   Inga underarter finns listade i Catalogue of Life.